# اختبار إجهاد القلب

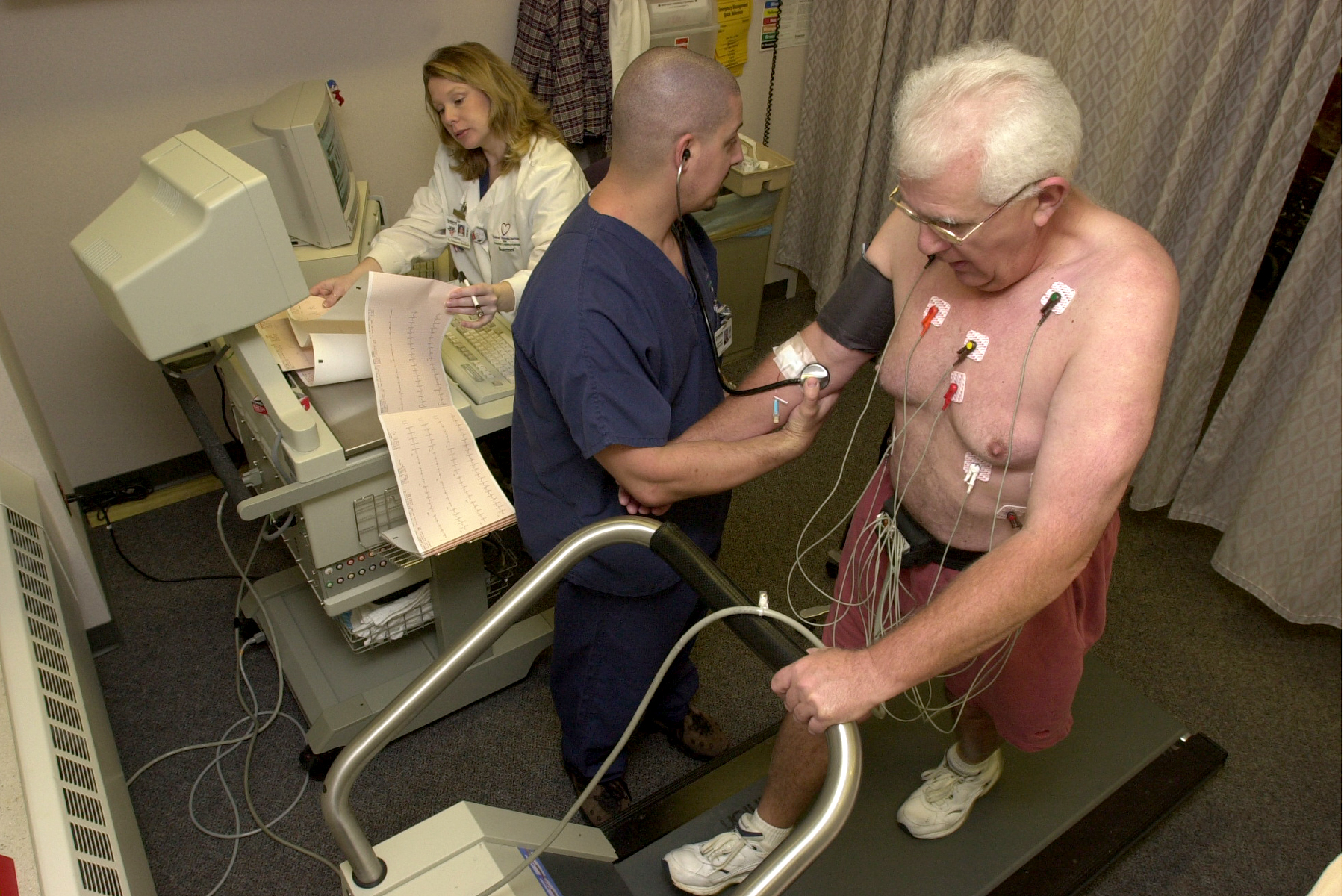
مريض يمشي آلة المشي أثناء اختبار الإجهاد لفحص وظيفة قلبه.

اختبار إجهاد القلب (بالإنجليزية: Cardiac stress test)‏ أو ببساط اختبار الإجهاد هو عبارة عن اختبار تقييمي للقلب، يكثر استعماله في مجال طب القلب، يمكن عبر هذا الاختبار تقييم قدرة القلب على الاستجابة للإجهاد الخارجي في بيئة سريرية خاضعة للرقابة.
تقوم اختبارات استجابة القلب للإجهاد بمقارنة الدورة الدموية للشرايين التاجية عند المريض خلال فترة الراحة و خلال ذروة الجهد البدني، هذه المقارنة تعطي تفاصيل واضحة عن أي تدفق غير طبيعي للدم داخل عضلة القلب (أنسجة عضلة القلب).
تتجلى أهمية هذا الاختبار في تشخيص عدة أمراض مرتبطة بالقلب، من بينها تشخيص مرض القلب التاجي (المعروف أيضا باسم مرض نقص تروية القلب) وتشخيص المريض بعد احتشاء عضلة القلب (نوبة قلبية).
اختبار الاستجابة للإجهاد يتم عن طريق تسريع نظم القلب بواسطة جهد عضلي ناجم عن تمارين رياضية (المشي أو الركض على آلة المشي أو الدراجة الثابتة)  أو تحفيز ناتج عن عقار معين. في الوقت الذي يتم فيه رصد وتسجيل معدل ضربات القلب، ونشاطه الكهربائي، باستعمال جهاز التخطيط الكهربائي للقلب (ECG)، بالموازات مع ذلك فإن قياس معدل التنفس وضغط الدم هو أمر مطلوب لضمان السير العادي للاختبار. بالنسة للأشخاص الذين لا يستطيعون استخدام الساقين أثناء الختبار، يمكنهم الاستعانة بدراجات خاصة تمتلك دواسات يمكن تدويرها بواسطة الذراعين.
أثناء الاختبار يتم زيادة مستوى الإجهاد الميكانيكي تدريجيا عن طريق ضبط الصعوبة (مستوى الانحدار على سبيل المثال) والسرعة.
يمكن لاختبار الإجهاد استعمال تقنيات أخرى مثل التصوير بالموجات فوق الصوتية للقلب (تخطيط صدى القلب) أو أيضا تقنية حقن النظائر المشعة في الدم (يسمى الاختبار في هذه الحالة باسم «اختبار الإجهاد النووي»).

## اختبار الإجهاد المرافق بتخطيط لصدى القلب
في هذه الحالة تتم مصاحبة اختبار الإجهاد بمخطط لصدى القلب.
حيث يتم فحص القلب باستخدام تقنية الموجات فوق الصوتية بمساعة جهاز تخطيط صدى القلب، قبل وبعد التمرين العضلي، بطريقة يمكن من خلالها مقارنة الاختلافات الهيكلية لعضلة وصمامات القلب. الصور التي يتم الحصول عليها انطلاقا من اختبار مخطط صدى القلب أثناء الإجهاد، هي مماثلة
لتلك التي يتم الحصول عليها خلال فحص مخطط صدى القلب العادي، ويسمى هو الآخر بمخطط صدى القلب.
خلال الاختبار يكون قلب المريض تحت الضغط  نتيجة للمجهود الرياضي أو تحفيز كيميائيا، هذا الأخير الذي يكون عادة عن طريق حقن «الدوبوتامين» في وريد المريض، الشئ الذي يحاكي عملية الإجهاد الجسماني لدى المرضى الذين لا يستطيعون القيام بجهد جسماني. يكون الهدف من هذا الضغط الممارس على القلب هو مقارنة صور مخططات صدى القلب لتقييم قدرة تقلص عضلة القلب وعمل الصمامات القلبية أثناء الجهد وكشف أي تشوه قد يطال القلب أو الصمامات.

## اختبار الإجهاد النووي
المثال الأكثر شيوعا لاختبار الإجهاد النووي هو التصوير الومضاني لنضج عضلة القلب (فحص تدفق الدم داخل القلب). يتم ذلك عن طريق حقن قائفة مشعة (التكنيتيوم 99 سيستاميبي أو الميوفيو أو الكلوريد ثاليوم الأحادي) قبل وأثناء إجراء اختبار الإجهاد.
بعد فترة زمنية مناسبة لضمان التوزيع السليم
للقائفة المشعة، يتم باستعمال فاحص (ماسح) يستخدم كاميرا غاما التقاط صور للدورة الدموية.
هذه الصور تلتقط قبل وأثناء عملية الإجهاد في أفق فحص حالة الشرايين التاجية للمريض.
من خلال الصور المحصل عليها، وبالاستناد إلى الكميات النسبية للنظائر المشعة في عضلة القلب، يتم التحديد الدقيق لأهم المناطق التي تعرف حدا أدنى من تدفق الدم.
تتراوح الجرعة النمطية للإشعاع التي يمكن إستقباله أثناء  هذا الاختبار من 9.4 زيفرت إلى 40.7 زيفرت.

## الأعراض الجانبية
قد تشمل الآثار الجانبية لاختبارات إجهاد القلب :
- ارتفاع في خفقان القلب، آلام في الصدر، احتشاء عضلة القلب، ضيق في التنفس، صداع في الرأس، الغثيان أو التعب.
- قد تسبب كل من الأدينوزين و الديبيريدامل انخفاضا خفيفا في ضغط الدم.
- تصنف القائفة المشعة المستخدمة في اختبار الإجهاد النووي مادة مسرطنة، لذلك فإن الاستخدام المتكرر لهذه الاختبارات يزيد من احتمالية الإصابة بخطر الإصابة بالسرطان.

## نتائج
بمجرد الانتهاء اختبار الإجهاد هو أكثر، ينصح المريض عموما بعدم التوقف المفاجي لنشاطه، ومحاولة التدرج في تخفيض شدة النشاط ببطئ وتوزيعه على مراحل.
- اختبارات الإجهاد، حتى لو تمت في وقت مبكر، تبقى عير قادرة على ضمان الوقاية من الأعراض، الإغماء أو الموت.
- بالرغم من أن اختبار الإجهاد يبقى أكثر فعالية من اختبار تخطيط كهربائية القلب في وضعية إسترخاء، خاصة فيما يخص الكشف عن وظيفة القلب، يبقى قادرة على كشف بعض خصائص القلب فقط.
- الكشف عن تضيق الشريان التاجي يكون أكثر كفاءة مع اختبار إجهاد القلب، هذا الأخير الذي كان  مفتاح للتعرف على الأشخاص الذين يعانون من نوبات قلبية انطلاقا من سنة 1980.
- انطلاقا من طرق اختبار الإجهاد المستعملة في طب القلب، تم الكشف عن العديد من حالات  تضيق الشريان التاجي. لكن هذه الحالات ليس دائما مسؤولة عن الأعراض المتكررة للذبحة الصدرية .
- في حالات كثيرة يؤدي الحد الأدنى من تدفق الدم إلى البطين الأيسر إلى الذبحة الصدرية المتكررة.